# Telepathic with the Deceased
Albums de Xasthur
The Funeral of Being
(2003) To Violate the Oblivious
(2004)
Telepathic with the Deceased est le troisième album studio du projet solo de black metal américain Xasthur. L'album est sorti en 2004 sous le label Moribund Records.

## Musiciens
- Malefic - Chant, tous les instruments

## Liste des morceaux
1. Entrance into Nothingness - 2:06
2. Slaughtered Useless Beings In A Nihilistic Dream - 6:14
3. Abysmal Depths Are Flooded - 6:51
4. May Your Void Become as Deep as My Hate! - 8:24
5. Telepathic with the Deceased - 3:40
6. A Walk Beyond Utter Blackness - 6:43
7. Cursed Revelations - 4:37
8. Drown into Eternal Twilight - 12:06
9. Murdered Echoes of the Mind - 5:40
10. Exit - 5:40